# Battaglia di Liberty
La battaglia di Liberty (nota anche come battaglia di Blue Mills Landing o battaglia di Blue Mills) è stato un episodio della guerra di secessione americana, combattuto il 17 settembre 1861 nella Contea di Clay (Missouri).

## Contesto
Dopo la vittoria ottenuta in agosto a Wilson's Creek, il comandante sudista Sterling Price proseguì nella sua campagna per il controllo del Missouri.
Il 15 settembre 1861 un reparto di circa 3 500 uomini della Guardia dello stato del Missouri (più un certo numero di milizie irregolari) partirono alla volta di Lexington. La sera di quel giorno Price inviò l'ex senatore e poi generale David Rice Atchison per fornire supporto a quel reparto che intanto aveva raggiunto la città di Liberty

## La battaglia
Nel frattempo le truppe nordiste a guardia del Platte River mossero verso Liberty e il 17 settembre pomeriggio si scontrarono con le Guardie dello stato del Missouri. Con l'arrivo della sera i nordisti si ritirarono a Liberty permettendo ad Atchison di attraversare il fiume.